# 도가

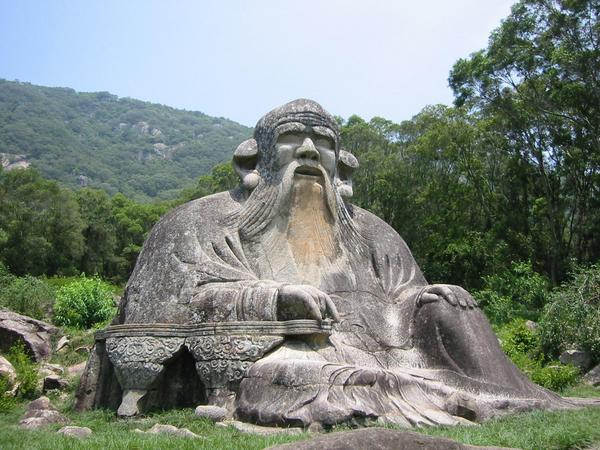
노자상

도가(道家) 또는 노장사상(老莊思想)은 중국사상(中國思想)의 여명기인 춘추전국시대 이래 유가 사상와 함께 중국 철학의 두 주류를 이루었던 학파이다. 제자백가의 하나로, 대표적인 사상가는 노자와 장자이며, 전국시대 중기에 유가와 함께 발전하였다.
도가는 참된 길, 즉 도(道)는 인위(人爲)를 초월한 곳에 있으며 직관에 의해 체득되는 것으로 사람은 그 참된 길로 돌아가지 않으면 안된다고 가르쳤다. 또 인위를 배제하고 무위자연(無爲自然)이 될 것을 권했는데, 배제해야 할 인위 중에서 주된 것은 유가의 도(道)인 인(仁)이나 예(禮)라고 말했다.
유가와 도가의 차이점을 살펴보면, 현실적이며 긍정적인 유가가 군주의 통치권을 합리화하여 역대 왕조의 통치이념이자 사회의 기본사상으로 자리잡은 것에 비해, 도가사상은 현실부정적이고 도피적인 성향이 강해 하층민을 중심으로 뿌리를 내려 후에 도교로 발전하였고, 주로 민간신앙과 철학적 사고의 원천이 되었다. 이러한 차이로 인해 유가가 지배자의 사상을 대변한다면 도가는 지배층에 대항하는 피지배자의 사상으로 대변되었다.
도가는 한나라 이후 구체적인 모습을 가진 철학 학파로서의 독립성은 잃어버렸지만, 그 사상은 후세 중국 불교에 수용되었고, 도교(道敎) 교리의 형성을 도왔으며, 문예의 발달을 촉진시켰다.

## 역사

### 배경

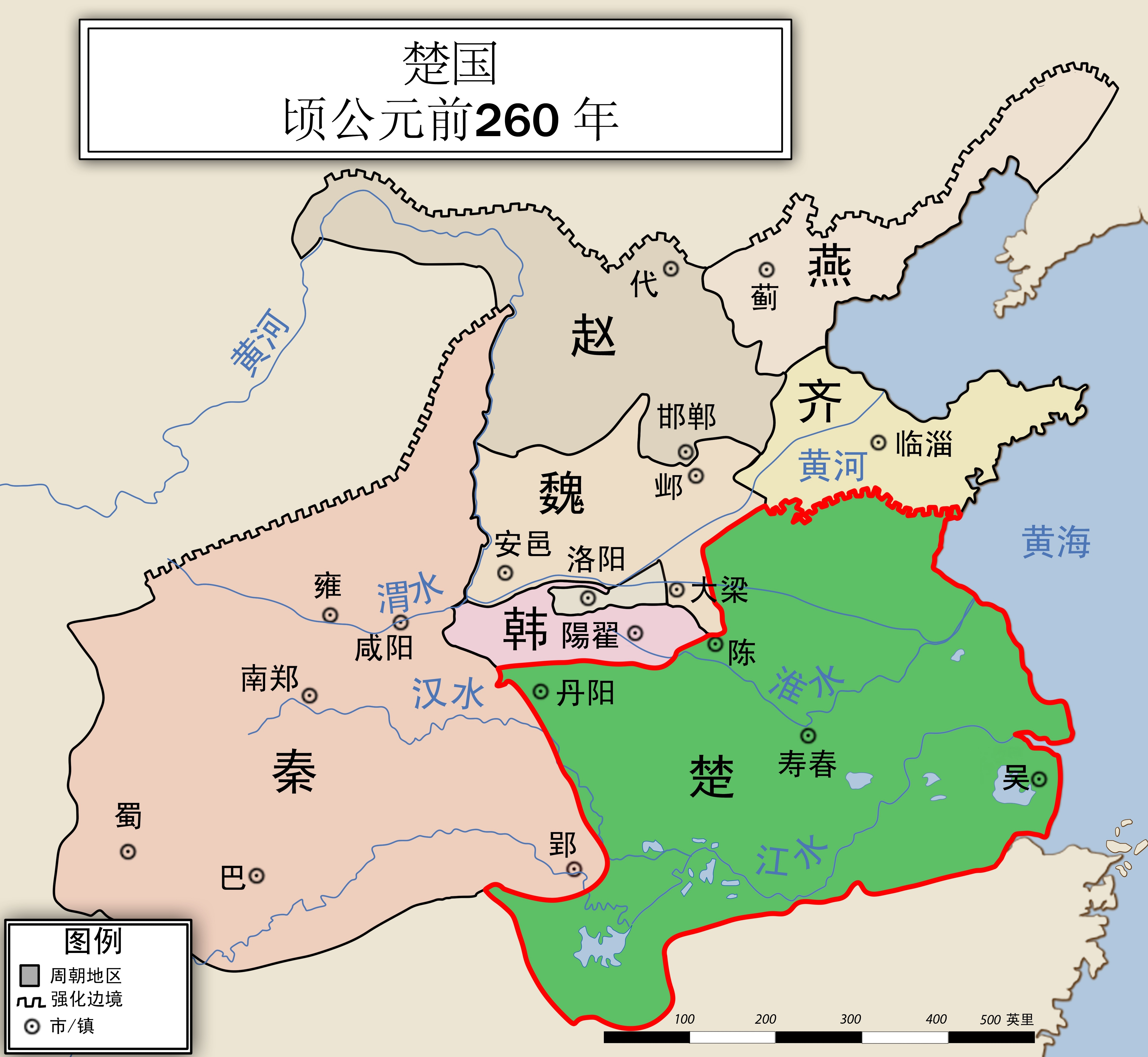
기원전 260년의 초(楚)

도가사상은 노자(老子)로부터 시작된다고 한다. 전설에 의하면 노자는 초나라(기원전 1030 이전~기원전 223)의 사람이라고 한다.
남방인 초나라의 문화는 북방 문화와 처음부터 달랐다. 북방의 풍토에서 생긴 《시경》과 초나라의 풍토에서 생겨난 《초사(楚辭)》를 비교하여 읽어보면 그 다름을 알 수 있다. 《초사》에 실린 시들 중 대표적인 작품인 굴원의 〈이소(離騷)〉를 읽으면 초조해 하고 있는 굴원에 대하여 굴원의 누이가 고독한 성실함을 지키지 말고 세속 사람들과 동화(同化)되는 것이 좋다고 타이른 말이 있다. 《초사》의 한 작품인 〈어부사(漁父辭)〉에서는 홀로 결백함을 지키려 고민하는 굴원에게 어부는 세속의 진애(塵埃)와 탁한 것을 사람들과 함께 하라고 권유하고 있다. 이러한 사고는 참으로 도가적이다.
《논어》에는 초나라의 광인(狂人)을 가장한 접여(接輿)라는 인물이, 정치의 이상에 불타서 여러 나라를 여행하는 공자에게 지금의 정세는 정치에 종사하는 것이 위험하니 그만두는 편이 좋다고 초나라 격조 노래로 비판하는 말이 있다.
이와 같은 예로 볼 때 초나라 지방에는 예부터 도가적 사고방식과 연관된 인생관이 유행했던 것으로 보인다. 도가사상도 그러한 사회적, 지리적 배경에서 생긴 것인지도 모른다.

### 성립과 발전

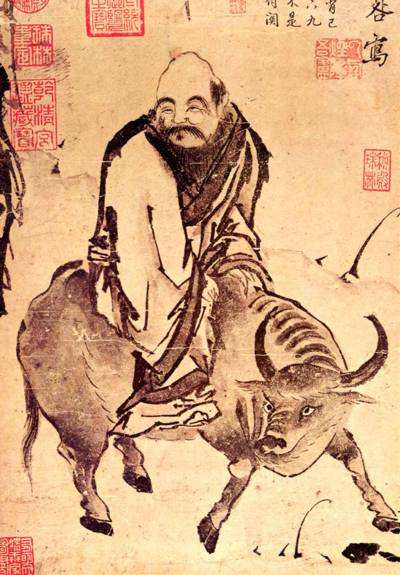
전설에 따르면 노자는 물소를 타고 주나라를 떠났다

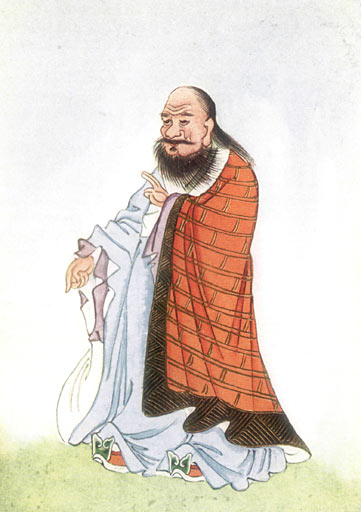
노자의 초상

《노자》에 실린 글은 때때로 압운(押韻)을 갖고 있다. 그것은 철학시로서 전해진 것이 어느 시기에 산문으로 정리된 것같이 느낌을 주기도 한다. 《노자》의 사상을 노자 개인의 철학으로만 보기 어려운 점도 있다.
남방의 초나라에서 발생한 생활 철학과 그것을 전한 철학시(哲學詩)가 언젠가 《노자》에 나타나는 말과 표현으로 종합되어 응축된 것이 아닌가 한다. 그리고 그 철학은 인생 경험을 많이 쌓아 올린 노옹(老翁: 늙은이)의 말이라 하여 추앙되다가 나중에 아예 노자라는 개인의 철학처럼 굳어진 것처럼 보이기도 한다.
도가에 대해서는 오늘날 아직도 알 수 없는 점이 여러 가지가 있다. 도가사상은 주로 은자(隱者)의 철학인 것으로 설명되기 때문에 도가사상을 주장한 사람의 성격도 분명하지 않다. 현재 중국 학자들의 평가에 의하면 도가사상은 몰락한 귀족들 사이에서 생겼을 것이라고 한다. 도가 철학에는 준열한 역사와 풍토 위에서 생활한 서민들의 지혜도 혼입되어 있지만, 몰락 귀족들 사이에서도 인기가 있었다. 노자와 장자의 철학을 사랑하여 뛰어난 시를 지은 도연명도 몰락 귀족이었다.
시조 노자의 사고방식에는 유물적(唯物的)인 요소도 보였지만 장차 그 사상은 열자에서 장자를 거치면서 매우 유심적(唯心的)인 철학으로 변모해 갔다.

## 영향

### 유가
도가사상은 유가사상과 더불어 후세에 큰 영향을 주었다.
노자는 공자보다 선배로서 공자는 일찍이 노자에게 예를 배운 일이 있다고 알려지고 있다. 그러나, 이상하게도, 이 일은 후대 유가의 사고방식에 매우 대립되는 것인데도, 《논어》나 《맹자》 중에는 노자의 도가사상에 대하여 직접적으로 말하는 바가 없다.
맹자(기원전 372?~289?) 시대에 유가사상에 대립한 것은 양주의 도가사상과 묵가사상의 대표자인 묵자의 겸애설이었다. 오늘날 양주는 도가의 일파라고 생각되고 있지만, 《논어》에도 《맹자》에도 노자에 관한 사항은 한 번도 나타나지 않는다. 당초 유가와 강하게 대립한 학파는 묵가였다. 그 때문에, 현대 중국 철학자 펑유란(馮友蘭: 1894~1990)은 노자는 공자보다 훨씬 뒤의 전국시대의 사람일 수도 있다고 보았다.
그렇지만 《논어》 〈헌문편(憲問扁)〉에는 어떤 사람이 공자에게 "덕으로써 원한을 갚는 것은 어떠합니까"라고 물은 일이 기록되어 있다. "원(怨)을 갚는 데 덕으로써 한다"는 것은 《노자》 〈63장〉에 보이는 말이다. 또 "무위(無爲)로써 다스린 분은 순(舜)이었다"라고 하는 사고방식은 《노자》의 "무위"를 생각게 한다. 또 《논어》 〈태백편(泰伯篇)〉의 증자의 말에 "도를 지녀(有)도 없는 듯 덕이 실하여도 허(虛)한 것 같이"라는 말이 있다. 유무(有無) · 허실(虛實)은 이것 역시 《노자》에서 자주 보이는 대립 개념이다. 이렇게 보면 《논어》에 노자의 이름이 나오지 않는 것은 확실하지만 노자적인 사고법이 전연 없다고 할 수는 없다.

### 문학

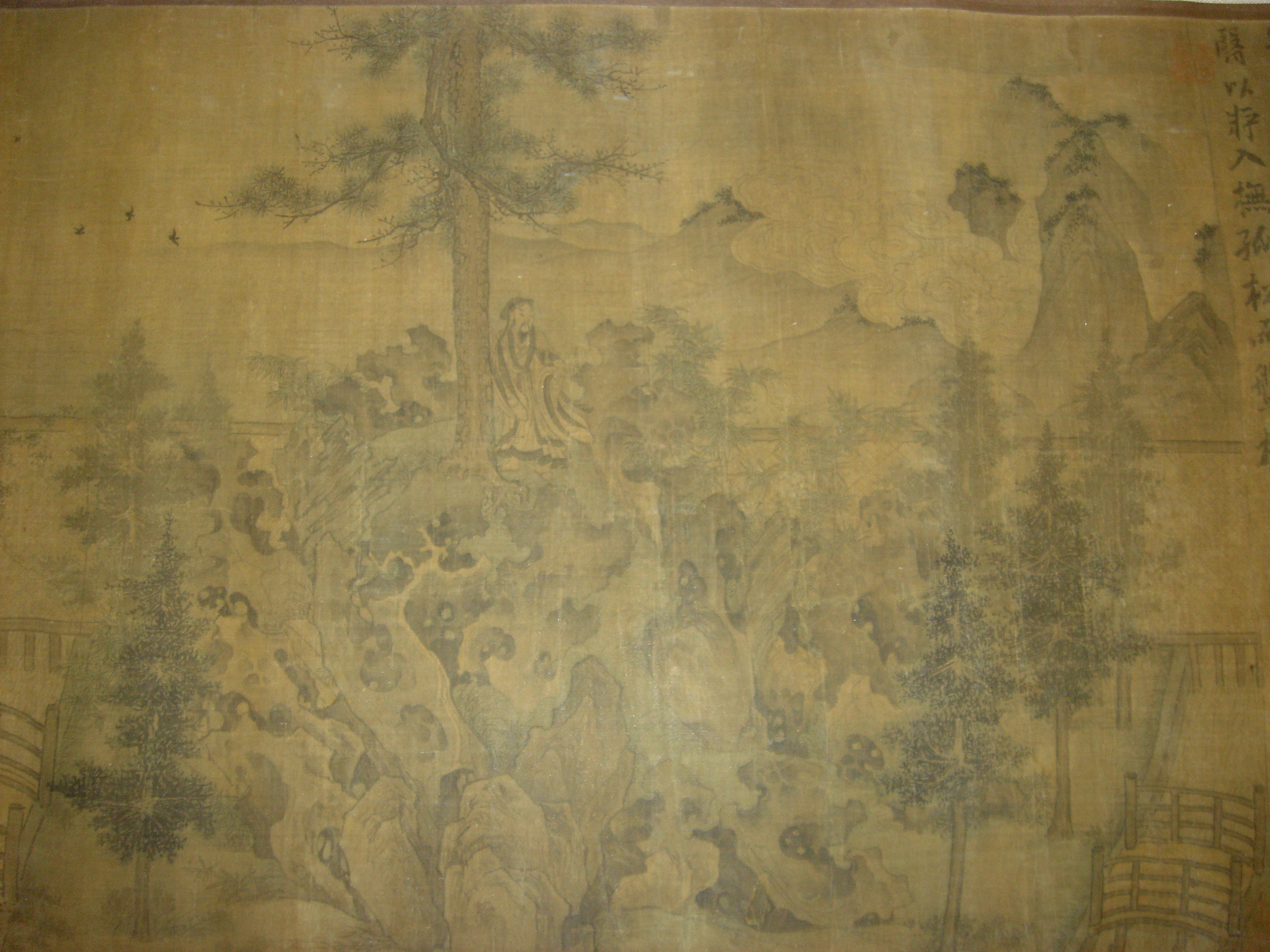
산으로 은둔하는 도연명(陶淵明: 365~427): 송나라, 12세기 초

도가사상은 인간에게 분수를 지키고 무욕(無欲)하는 생활을 하라고 가르치고, 또 정치적 혼란에 직면해서는 은둔자로 생활하는 등 일견(一見) 소극적인 태도 속에서 적극적으로 저항할 것을 가르쳐 절대적인 가치를 생각하게 함으로써 현상세계의 어쩔 수 없는 모순이나 마음에 맺힌 것을 풀어버리는 지혜를 가르쳤다.
그리하여 이러한 도가사상은 후대에 있어서 문학자에게 많이 애호되었다. 예컨대 도연명의 시에 보이듯이 훌륭한 인생의 지혜를 말하는 문학작품을 낳았다.

### 불교
무욕과 은둔의 지혜를 가르친 도가사상은 불교가 중국에 들어와서 중국화되었을 때 불교철학의 형성에도 많은 영향을 주었다. 중국 불교의 선종(禪宗)과 도가의 사상과는 근저에 있어서 통하는 것이 있다.

### 도교
또 한편 도가의 철학에 불교의 형태를 받아들여서 민중종교로서의 도교가 성립하였다. 후세의 중국 민중사회에 도교가 준 영향은 크다. 예를 들어, 도가사상은 감필체(減筆體)라고 칭하는 공간의 가치를 귀하게 여성을 낳는 근원이 되었다.

## 같이 보기
- 도교
- 중국 철학

## 참고 문헌
- Renard, John (2002). 《101 Questions and answers on Confucianism, Daoism, and Shinto》. New York, NY: Paulist Press. ISBN 0-8091-4091-8.